# Denisa Hejlová
Denisa Hejlová, rozená Kollmannová (* 10. dubna 1979) je česká vědkyně a PR manažerka a konzultantka v oblasti komunikace. Do února 2023 působila jako vedoucí katedry marketingové komunikace a public relations na Fakultě sociálních věd UK v Praze.

## Život a činnost
V letech 1997–2008 vystudovala obor Mediální studia na Fakultě sociálních věd Univerzity Karlovy, kde získala titul Ph.D. V letech 2005–2006 absolvovala roční stipendijní pobyt na Tokijské univerzitě zahraničních studií. Absolvovala řadu pobytů na významných zahraničních univerzitách, například na Kolumbijské univerzitě v New Yorku a Waseda v Tokiu.
V období od července 2009 do března 2010 působila jako proděkanka pro PR na FSV UK. Od února 2011 do února 2023 byla vedoucí katedry marketingové komunikace a public relations na Univerzitě Karlově v Praze, Fakultě sociálních věd. Pracuje rovněž jako PR manažerka a konzultantka v oblasti komunikace. V roce 2018 získala ocenění za celoživotní přínos oboru od Asociace PR agentur. V roce 2020 jako garantka otevřela první magisterský obor Strategická komunikace na české veřejné vysoké škole.
Ve svém výzkumu se specializuje na strategickou komunikaci, public relations a public affairs. V roce 2012 vydala knihu o vývoji českého politického PR s názvem Zveřejněné soukromí. Roku 2012 spoluzaložila internetový projekt Markething. V roce 2015 vydala odbornou monografii Public relations, která shrnuje teorii, historii a současnou praxi oboru a vychází z jejích vlastních výzkumů. Pravidelně publikuje v zahraničních odborných časopisech a podílí se na mezinárodním výzkumu public relations.